# Esparragosa de la Serena (kommunhuvudort)
Esparragosa de la Serena är en kommunhuvudort i Spanien.   Den ligger i provinsen Provincia de Badajoz och regionen Extremadura, i den centrala delen av landet, 260 km sydväst om huvudstaden Madrid. Esparragosa de la Serena ligger 448 meter över havet och antalet invånare är 1 118.
Terrängen runt Esparragosa de la Serena är platt åt nordväst, men åt sydost är den kuperad. Runt Esparragosa de la Serena är det glesbefolkat, med 18 invånare per kvadratkilometer. Närmaste större samhälle är Zalamea de la Serena, 4,7 km väster om Esparragosa de la Serena. Trakten runt Esparragosa de la Serena består till största delen av jordbruksmark.